# Ram It Down
Ram It Down (englisch für: „Ramm es nieder“) ist das elfte Studioalbum der britischen Heavy-Metal-Band Judas Priest. Ein Teil der verwendeten Lieder stammte noch aus den Sessions zum Vorgängeralbum Turbo, das ursprünglich als Doppelalbum („Twin Turbos“) geplant gewesen und bei den Kritikern vor allem wegen seiner kommerziellen Ausrichtung durchgefallen war.

## Hintergrund
Nach der Veröffentlichung des Albums Turbo (1986), das durch die Verwendung von Gitarrensynthesizern und eine stark radiotaugliche Produktion bei den Kritikern negative Reaktionen ausgelöst hatte („richtungslos“, „unsicher“, „überpolierte Produktion“, „zusammengesetzt und überarbeitet“), unternahm die Band zu Beginn der Arbeiten für Ram It Down den Versuch, mit dem britischen Produzententeam Stock Aitken Waterman neue Musik zu schreiben.
Stock Aitken Waterman waren Mitte der 1980er Jahre außerordentlich erfolgreich und hatten zahlreiche Top-Ten-Hits, allerdings fast ausschließlich für Popmusiker (u. a. Bananarama, Rick Astley, Kylie Minogue, Sigue Sigue Sputnik oder Dead or Alive) geschrieben und produziert. Bei der Zusammenarbeit mit Judas Priest entstanden drei Titel (Runaround, I Will Return und You Are Everything), die jedoch nie veröffentlicht wurden, da sich die Band dazu entschied, das weniger kommerzielle Material, das bei den Turbo-Sessions aussortiert worden war, zu verwenden und einige neue Titel zu schreiben.
Da die Band mit der Leistung von Schlagzeuger Dave Holland bei den Aufnahmen nicht zufrieden war, entschied sie sich dafür, einen Drumcomputer mit gesampelten Schlagzeugsounds einzusetzen und diesen nach ihren Vorstellungen zu programmieren.
Die einzige ausgekoppelte Single des Albums war eine Coverversion des Chuck-Berry-Songs Johnny B. Goode. Der Titel war in der Fassung von Judas Priest auch Bestandteil des Soundtracks zum gleichnamigen Film.
Im Rahmen der Reihe „Judas Priest – The Remasters“ wurde Ram It Down 2001 auf CD wiederveröffentlicht und enthielt zusätzlich die beiden Liveaufnahmen Night Comes Down und Bloodstone.

## Titelliste
Alle Titel geschrieben und arrangiert von Glenn Tipton, Rob Halford und K. K. Downing.
1. Ram It Down – 4:48
2. Heavy Metal – 4:58
3. Love Zone – 3:58
4. Come and Get It – 4:06
5. Hard as Iron – 4:08
6. Blood Red Skies – 7:51
7. I’m a Rocker – 3:58
8. Johnny B. Goode – 4:38
9. Love You to Death – 4:36
10. Monsters of Rock – 5:32

### Bonustracks (Wiederveröffentlichung 2001)
1. Night Comes Down (Live at Long Beach Arena, 5. Mai 1984) – 4:32
2. Bloodstone (Live at Mid-South Coliseum, Memphis, Tennessee, 2. Dezember 1982) – 4:03

## Rezeption
Kommerziell war Ram It Down ein erfolgreiches Album, was sich durch Chartplatzierungen in den USA, Großbritannien und besonders in Deutschland (Top Ten) ausdrückte. In den USA wurde das Album außerdem am 18. Juli 1988 mit einer Goldenen Schallplatte ausgezeichnet.
Der Rezensent Michael Rensen (Rock Hard) schrieb über Ram it Down, die Gruppe habe sich „glücklicherweise“ entschieden „auf Ram It Down lieber wieder ordentlich nach vorne peitschende Gitarrenriffs regieren zu lassen und richtig Gas zu geben.“ Stilistisch orientiere sich die Gruppe „wieder mehr an Frühachtziger-Perlen wie British Steel oder Screaming for Vengeance,“ „das Qualitätsniveau dieser Klassikerscheiben“ würde aber nicht ganz erreicht. Ram It Down gehe dennoch als „gutes Priest-Album durch, das sein Geld absolut wert“ sei.
Metal Hammer schrieb in seiner Rezension des Albums, die Freude sei „zunächst groß.“ Priest hätten „ihre Pop-Phase überwunden“ und seien „zu dem zurückgekehrt, was sie zu einer der besten Rockbands überhaupt gemacht“ habe: „zum urwüchsigen, kompromißlosen HM, wie er britischer kaum klingen“ könne. Ram it Down setze „genau dort an, wo Halford & Co. mit Screaming for Vengeance und Defenders of the Faith so glorreich aufgehört“ hätten. Das bedeute aber auch, „daß sich Ram it Down mit diesen beiden Klassikern vergleichen lassen“ müsse – und da ziehe „der Neuling denn doch den Kürzeren.“